# NGC 6627
NGC 6627 је спирална галаксија у сазвежђу Херкул која се налази на NGC листи објеката дубоког неба.
Деклинација објекта је + 15° 41' 54" а ректасцензија 18h 22m 38,9s. Привидна величина (магнитуда) објекта NGC 6627 износи 13,5 а фотографска магнитуда 14,3. Налази се на удаљености од 84,3000 милиона парсека од Сунца. NGC 6627 је још познат и под ознакама UGC 11212, MCG 3-47-1, CGCG 114-4, IRAS 18203+1540, PGC 61792.